# Rio Apuaú
Rio Apuaú är ett vattendrag i Brasilien.   Det ligger i delstaten Amazonas, i den nordvästra delen av landet, 2 000 km nordväst om huvudstaden Brasília.
I omgivningarna runt Rio Apuaú växer i huvudsak städsegrön lövskog. Runt Rio Apuaú är det ganska tätbefolkat, med 144 invånare per kvadratkilometer.